# Alonso Gamero
Alonso Miguel Gamero Zúñiga (Arequipa, 23 december 1992) is een Peruviaans wielrenner.

## Carrière
Als junior werd Gamero in 2010 nationaal kampioen tijdrijden, voor José Chambi en Royner Navarro. Als belofte won hij de titel in zowel de tijdrit als de wegwedstrijd in 2014.
In 2016 werd Gamero voor de eerste maal nationaal kampioen op de weg bij de eliterenners. In zowel 2017 als 2018 verdedigde hij zijn titel met succes. Eerder in 2018 was hij al negende geworden in de wegwedstrijd op de Zuid-Amerikaanse Spelen, die werd gewonnen door Jefferson Cepeda en door slechts twaalf renners werd uitgereden. In de Ronde van Guatemala won Gamero drie etappes en droeg hij twee dagen de leiderstrui alvorens zesde te worden in het eindklassement.

## Overwinningen
2010
 Peruviaans kampioen tijdrijden, Junioren
2014
 Peruviaans kampioen tijdrijden, Beloften
 Peruviaans kampioen op de weg, Beloften
2016
 Peruviaans kampioen op de weg, Elite
2017
 Peruviaans kampioen op de weg, Elite
2018
1e, 2e en 9e etappe Ronde van Guatemala
 Peruviaans kampioen op de weg, Elite

## Ploegen
- 2018 –  Asociación Civil Agrupación Virgen de Fátima

Avella · Escuela · Gamero · López · Montivero · Naranjo · A. Richeze · M. Richeze · Roberto · Velardez · Zamora